# 卡片分類法

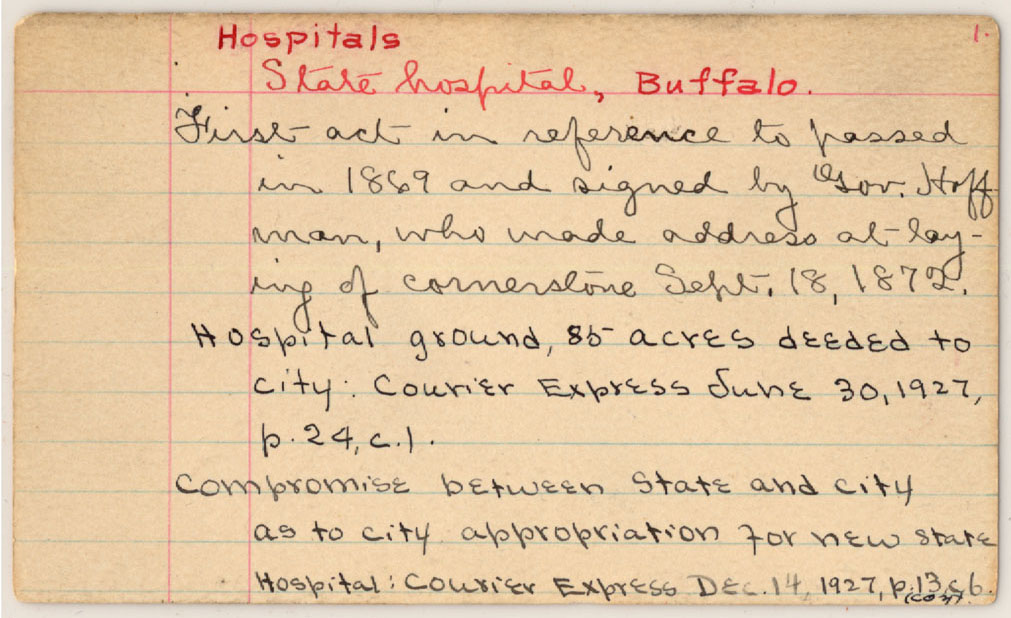
簡單的卡片分類

卡片分類法（Card sorting）是一種在網站或其他規劃初期常用的測試方法，透過卡片分類法可以讓我們了解一些在設計網站架構時十分有用的使用者資訊：
1. 了解真正符合使用者習慣的資訊分類。
2. 比對網站設計者與使用者在對網站資訊分類上的認知差異，作為調整架構的依據。
3. 找出項目命名上的問題。

## 測試前的準備
卡片分類法的進行方式很簡單，首先必須準備一些大小相同的空白卡片（在文具行可以買到名片大小的空白的卡片），將資料集的名稱一一寫在不同的卡片上，這樣便完成了測試前的準備工作。
再來必須找一些參與測試的使用者，使用者必須是與網站計畫不相關的人；因為與網站計畫相關的人，可能會因為已經對網站資訊性質有所了解，而影響測試的準確度。如果網站有鎖定某些特定族群，可以針對不同的使用族群進行測試。每次測試的人數最好在2到4個之間，人數過少的話使用者之間不易產生討論，人數過多則會讓討論變得混亂，場面不易控制。

## 進行測試
測試進行時將寫有資料集名稱的卡片疊成一疊放在桌面上，同時也要準備一些空白的卡片和筆放在桌上。
簡單的向使用者介紹一下測試進行的目的和測試的規則：
1. 請使用者在經過相互討論後，將他們覺得屬於同類的卡片放在一起。
2. 在每一疊不同分類卡片的最上方，用空白卡片寫上使用者覺得最合適的分類名稱。
3. 如果有不知如何分類的卡片可以將它拿出來，不一定要全部分完。
4. 如果有不知該如何填寫名稱的分類也可留下空白。

### 測試時有幾點必須要注意
- 盡量讓使用者在沒有壓力的情況下完成分類。如果有必要可以暫時離開測試的場所，讓使用者可以盡情的討論。
- 如果使用者對資料集的名稱不了解，應該要向使用者解釋。但是要注意，在與使用者溝通的過程中，不可以引導使用者進行分類！
- 當看到使用者對某個項目感到猶豫時，要立刻向使用者詢問原因並記錄下來。

使用者將卡片分類完成後，將一疊疊的卡片用橡皮筋綁好，回去後將測試結果記錄在紙上。

## 分析測試結果
在經過幾輪的測試之後，我們可以將測試所得的結果拿來和原先所作的資訊分類作個比對，通常我們在比對後，會發現原本的分類有某些部分與使用者的邏輯有所不同；如果多數的使用者都傾向某種分類方式與分類名稱，那麼就必需依使用者的邏輯進行修改。
如果不同的使用者對某部分的分類想法出現分歧時，就必需進一步的分析以找出原因，通常出現這樣的情形是因為資料集的名稱不夠明確，而讓使用者搞不清楚該如何分類。
在比對過使用者的分類後，並不一定要完全依照使用者的分類方式。但無論如何，測試的結果會是一個很重要的參考依據，它可以幫助我們設計出符合使用者習慣的資訊架構。
卡片分類法不僅僅用在對整體資訊的分類上，當發現網站資訊分類的某個部分有問題時，可以針對有問題部分進行測試以釐清問題所在，卡片分類法在必要時可以重複進行，直到將資訊分類上的問題完全解決。